# ディスク・オリジナル・グループ
ディスク・オリジナル・グループ（Disk Original Group）、通称・DOGは、かつて1986年7月14日にスクウェアの提唱により当時、主にパソコンゲームを開発していたメーカー7社で結成されたファミリーコンピュータ ディスクシステム用ソフトの開発を手がける連合体のブランド名。

## 概要
スクウェアを除いた6社はいずれも結成時点においてファミコン未参入で、主にコンピュータRPGやアドベンチャーゲームの開発においてパソコンゲーム草創期より活動しているメーカーが多いのが特徴。スクウェアを含んだ全7社は開発と知的財産権の管理を担当し、スクウェア（「DOG」レーベル）が全作の販売と流通（初心会経由）を一貫して担当していた。著作権表記も開発元企業までに留まっているため、スクウェアの名称を表記したタイトルは、同社開発のタイトルのみであった。
ちなみに幹事企業だったスクウェア及びキャリーラボ以外の5社は、パソコンゲーム市場において企画段階から協力の上で大作ソフトを作るというプロジェクト「Session61」に参加しており、共同でスキャップトラストを設立していたという共通点もある。同プロジェクトに名を連ねていたボーステック、BPS、システムソフトは既にファミコン市場へ参入していたなどの理由からDOGには参加していなかった。
一応全社とも最低1タイトルを開発していたが、1988年頃よりROMカートリッジの大容量化やバッテリーバックアップの普及でディスクシステムのソフト開発が下火になったこともあり、このプロジェクト自体は自然消滅していった。
発売タイトルはブランド名の通り大部分が新規に開発されたオリジナル作品で、僅かに『アップルタウン物語』（スクウェア）と『ムーンボールマジック』（システムサコム）の2タイトルがPCで発売された作品をベースにグラフィック変更のアレンジを施したものとなっている。
この中でも『ディープダンジョン』（ハミングバードソフト）が一番成功しており、このプロジェクトから生まれたタイトルで唯一のシリーズ化や、PCへの逆移植がされていた。この成功のため、同じ会社が開発・発売したPCゲームの『ラプラスの魔』も、ディープダンジョンとほぼ同じシステムを採用している。

### 構成メーカー
- スクウェア（幹事企業）
- キャリーラボ
- クリスタルソフト
- システムサコム
- シンキングラビット
- ハミングバードソフト（MACコンピューター事業部）
- マイクロキャビン

2021年現在、現存するメーカーはシステムサコムとマイクロキャビンの2社であるが、いずれもゲームソフト開発からは撤退した。なお、幹事企業であったスクウェアはエニックスと合併してスクウェア・エニックスとなった（詳細は当該記事参照）。

## タイトル一覧
スクウェア
- 水晶の龍
- とびだせ大作戦

続編『JJ』はROMカートリッジで発売。
- アップルタウン物語
- クレオパトラの魔宝

キャリーラボ
- ハオ君の不思議な旅

クリスタルソフト
- カリーンの剣

システムサコム
- ムーンボールマジック

シンキングラビット
- 磁界少年メット・マグ

ハミングバードソフト
- ディープダンジョンシリーズ
  - ディープダンジョン 魔洞戦記
  - 勇士の紋章 ディープダンジョンII

『ディープダンジョンIII 勇士への旅』はスクウェア、『ディープダンジョンIV 黒の妖術師』はアスミック（後のアスミック・エース）よりそれぞれROMカートリッジで発売。
マイクロキャビン
- 亜空戦記ライジン

### 発売中止作品
スクウェア
- 聖剣伝説 -THE EMERGENCE OF EXCALIBUR-

1987年に5部作の1作目が発売が予定されていたが、開発中止となった。なお、この『聖剣伝説』の名称を用いて1991年にゲームボーイ用ソフトとして発売された『聖剣伝説 〜ファイナルファンタジー外伝〜』以降のシリーズ作品は本作のために取得された商標のみを転用したもので、作品内容の関連性は皆無である。『聖剣伝説』の項目も参照。